# Talisay (Cebu)
Talisay City ist eine Großstadt in der Provinz Cebu auf der Insel Cebu auf den Philippinen. Sie hat 227.645 Einwohner (Zensus 1. August 2015), die in 22 Barangays leben. Sie gehört zur dritten Einkommensklasse der Gemeinden auf den Philippinen und wird als Urban beschrieben. Der Name Talisay ist eine Ableitung vom Namen des Baumes Magtalisay; dieser wächst nur im Stadtgebiet von Talisay City.

## Geographie
Die Stadt liegt an der Ostküste der Insel Cebu an der Straße von Cebu, der Insel Bohol gegenüber. Die Nachbargemeinden sind Cebu City im Norden, Toledo City im Westen und Minglanilla im Süden. Die Topographie der Stadt zeigt sich als abfallend von der zentralen Bergkette und im Wesentlichen hügelig, entlang des Küstenstreifens aber flach; dort wohnt die größte Zahl der Bürger von Talisay. Die Struktur der Stadt entspringt einem Straßendorf und zieht sich stark nord-südlich entlang der zentralen Landstraße nach Cebu City. Die Stadt wächst schnell, überwiegend mit Wohnbebauung und verschmilzt mit Cebu-City und auch mit anderen kleineren Vororten, denn sie ist die erste südliche „Vorstadt“ für das bereits vollständig bebaute Cebu City. Somit bildet die Stadt
den flaschenhals-artigen Zugang zum gesamten Süden der Ostseite der Insel Cebu. Sie ist daher geprägt von starkem Durchgangsverkehr und Kleingewerbe.
Die bislang einzige Schnell-Verbindungsstraße nach Cebu City (und mit Abzweig nach Lapu-Lapu City auf der vorgelagerten Insel Mactan, wo sich der internationale Flughafen CEB befindet) beginnt hier als CSCR (Cebu South Coastal Road, umgangssprachlich auch als SRP, South Road Passway bekannt) und
leitet den Großteil des Schwerlastverkehrs auf meist drei Spuren pro Seite und starker Auslastung bis hinein nach Cebu City und Cebu-Hafen. Nahe der CSCR liegen das Distrikt-Hospital von Talisay City, das weiter im Ausbau ist, sowie das Rathaus von Talisay. Darüber hinaus gibt es praktisch keine Sehenswürdigkeiten.

## Geschichte
Die Gründung der Stadt Talisay geht auf das Jahr 1648 zurück, als sich Mönche des Augustinerordens an dem Ort niederließen.
Den Status einer Municipality erhielt Talisay im Jahre 1849. In der Zeit der Besatzung durch amerikanische und japanische Streitkräfte war Talisay ein wichtiger Hafen zur Versorgung der Besatzungstruppen. Während des Zweiten Weltkrieges war Talisay ein Zentrum des Widerstandes gegen die japanischen Invasoren. In der Schlacht um die Visayas landeten die amerikanischen Befreier am 26. März 1945 am Strand von Talisay, woraufhin sich die japanischen Truppen ergaben.
Den Status einer Component City erhielt Talisay am 30. Dezember 2000 mit Inkrafttreten des Republic Act 8979.

## Barangays
| - Biasong - Bulacao - Candulawan - Camp IV - Cansojong - Dumlog - Jaclupan - Lagtang | - Lawaan I - Lawaan II - Lawaan III - Linao - Maghaway - Manipis - Mohon - Poblacion | - Pooc - San Isidro - San Roque - Tabunok - Tangke - Tapul - Tulay |

## Söhne und Töchter der Stadt
- Narciso Abellana MSC (* 1953), Bischof von Romblon
- Ruben Caballero Labajo (* 1966), Bischof von Prosperidad